# Pehr Gullbergson
Pehr Olof Gullbergson, född 18 oktober 1780 i Vallby, Uppland, död 18 september 1864 i Lillkyrka, Uppland, var en svensk orgelbyggare, häradsskrivare, godsägare och kommunalman. 
Elva av Gullbergsons orglar är alltjämt bevarade. Några är i ursprungligt skick. Han samarbetade även med organisten Pehr Hedström i Lagga.
Pehr Gullbergson var verksam i Lillkyrka i nuvarande Enköpings kommun. Gullbergsson var ursprungligen häradsbokhållare och kommunalman, men ägnade sig från 1834 helt åt orgelbyggeri. På 1790-talet var Gullbergsson en tid bosatt i Nora socken i Uppland och kan då ha kommit i kontakt med den där verksamme orgelbyggaren Eric Nordqvist. Fram till 1859, då Gullbergsson upphörde med sitt orgelbyggeri, hade han hunnit med att bygga 24 orglar – de flesta i Uppland – men också en omfattande verksamhet med ombyggnader och reparationer. 

## Biografi
Gullbergson föddes 18 oktober 1780 på Vallby i Vallby socken. Han var son till komministern Olof Gullberg (född 1740) och Christina Juliana Werner (född 1749). 1790 blev hans pappa kyrkoherde i Husby-Sjutolft församling och familjen flyttade till Prästgården i Husby-Sjutolfts socken. Gullbergson flyttade 1805 till Vappa gård i Tillinge socken och arbetade där som häradsbokhållare. 1812 flyttade familjen till Ekolsund i Husby-Sjutolfts socken. 1813 flyttade familjen till Hässlinge 2 i Lillkyrka socken. Där var han åren 1836–1846 kompanjon med orgelbyggaren Jonas Wengström. 1837 fick han direktörs namn av Kommerskollegium. 1844 flyttade familjen till Mösa 1 i Lillkyrka socken och där arbetade Gullbergson som direktör. Han avled där den 18 september 1864 av slag och begravs 26 september samma år.

### Familj
Gullbergson gifte sig 1805 med Catharina Magdalena Montelius (1775–1876). De fick följande barn:
*David Robert Gullbergson, född 5 mars 1806 i Tillinge, död 21 mars 1889 i Enköping. Han arbetade som häradsbokhållare. 
*Sophia Gullbergson, född 10 november 1808 i Torsvi socken, död 18 september 1909 i Enköping. Gift med kyrkoherden Johan Adolf Lundell. 
*Werner Gullbergson, född 8 april 1811 i Husby-Sjutolfts socken, död 31 januari 1854 i Tegelsmora. Han arbetade som bruksbokhållare. 
*Pehr Gullbergson, född 20 mars 1813 i Lillkyrka, död 10 augusti 1813 i Lillkyrka. 
*Pehr Gullbergson, född 12 januari 1816 i Lillkyrka, död 19 november 1816 i Lillkyrka.

## Orgelverk
| År        | Ursprunglig kyrka          | Stift     | Bild | Manualer | Pedal        | Stämmor   | Bevarad orgel/fasad | Övrigt |
| --------- | -------------------------- | --------- | ---- | -------- | ------------ | --------- | ------------------- | --- |
| 1834      | Kungs-Husby kyrka          | Uppsala   |      | 1        | Bihängd      | 9         | Ja/Ja               | 1859 byggde Gullbergson till en Fagott 8' B i manualen. 1898 omändrades Principal 8' av Johan Eriksson, Boglösa socken. 1979 renoverades orgeln av Robert Gustavsson Orgelbyggeri AB, Härnösand. |
| 1835      | Lagga kyrka                | Uppsala   |      |          |              | 10        | Nej/Nej             | En ny orgel byggdes 1927 av Åkerman & Lunds Nya Orgelfabriks AB, Sundbybergs stad. |
| 1836      | Långtora kyrka             | Uppsala   |      | 1        | Bihängd      | 9         | Ja/Ja               | |
| 1836      | Öregrunds kyrka            | Uppsala   |      |          |              | 8 eller 9 | Ja (delvis)/Ja      | En ny orgel byggdes 1915 av Erik Henrik Erikson, Gävle. Ett par av stämmorna från 1836 års orgel finns i den nuvarande. |
| 1837/1838 | Gryta kyrka                | Uppsala   |      |          |              | 7         | Nej/Ja              | En ny orgel byggdes 1929 av Alfred Fehrling, Stockholm. |
| 1839      | Nysätra kyrka, Uppland     | Uppsala   |      | 2        | Bihängd      | 11        | Ja/Ja               | Orgeln byggdes med äldre pipor från 1700-talet. Tillsammans med Jonas Wengström. Melodiverket byggdes av Wengström. 1938 renoverades orgeln av Bo Wedrup, Uppsala. |
| 1839      | Uppsala trefaldighetskyrka | Uppsala   |      |          |              | 18        | Nej/Nej             | Byggd tillsammans med Jonas Wengström. 1867 renoverades och tillbyggdes orgel av kyrkans organist Daniel Wallenström. En ny orgel byggdes 1905 av Åkerman & Lund Orgelbyggeri AB, Sundbybergs köping. |
| 1839      | Huddunge kyrka             | Uppsala   |      | 1        | Bihängd      | 10        | Ja/Ja               | |
| 1838–1839 | Stavby kyrka               | Uppsala   |      |          |              | 9         | Nej/Ja              | En ny orgel byggdes 1929 av Åkerman & Lunds Nya Orgelfabriks AB, Sundbybergs stad. |
| 1840      | Kolbäcks kyrka             | Västerås  |      |          |              | 8         | Nej/Ja              | En orgel flyttas hit 1840 från Ramnäs kyrka och byggs om av Pehr Gullbergson, Lillkyrka. Orgeln var byggd 1707 av Johan Niclas Cahman, Stockholm och hade 8 stämmor. En ny orgel byggdes 1922 av Furtwängler & Hammer, Hannover, Tyskland. |
| 1840      | Valbo kyrka                | Uppsala   |      |          |              | 11        | Nej/Nej             | Tillsammans med Jonas Wengström. Orgel hade ett melodiverk. En ny orgel byggdes 1881 av Åkerman & Lund, Stockholm. |
| 1841/1842 | Kumla kyrka                | Strängnäs |      |          |              |           | Nej/Nej             | Orgeln byggdes om 1844 av Pehr Zacharias Strand, Stockholm och fick då 20 stämmor, två manualer och pedal. En ny orgel byggdes 1903 av E. A. Setterquist & Son, Örebro. |
| 1841      | Lillkyrka kyrka            | Uppsala   |      | 1        | Självständig | 9         | Ja/Ja               | |
| 1842      | Flens kyrka                | Strängnäs |      |          |              | 7         | Nej/Ja              | En ny orgel byggdes 1924 av Olof Hammarberg, Göteborg. |
| 1842      | Viksta kyrka               | Uppsala   |      |          |              | 5 1/2     | Ja (delvis)/Ja      | En ny orgel byggdes 1932 av Th Frobenius & Co, Lyngby, Danmark. 5 stämmor i orgeln är från 1842 års orgel. |
| 1842      | Vätö kyrka                 | Uppsala   |      | 2        |              | 10        | Nej/Nej             | Tillsammans med Jonas Wengström. Orgeln hade ett melodiverk med 2 stämmor. Den blev invigd söndagen 24 december 1842 av kontraktsprosten Carl Fredrik Björkman. Orgeln kostade 2 600 Riksdaler Banko (334 044 kr. i 2023 års valuta) som församlingen själva sköt ihopa. Orgeln byggdes om 1910 av Erik Henrik Erikson, Gävle. 1921 byggdes en ny orgel av Furtwängler & Hammer, Hannover, Tyskland. |
| 1842      | Gräsö kyrka                | Uppsala   |      | 1        | Bihängd      | 6         | Ja/Ja               | Tillsammans med Jonas Wengström. 1956 sattes en Zimbelquint 1 1/3' in istället för Vox Candida 8' av Frede Aagaard, Lyrestad. |
| 1843      | Härnevi kyrka              | Uppsala   |      | 1        | Bihängd      |           | Ja/Ja               | 1858 kompletterades orgeln av Pehr Gullbergson, Lillkyrka. 1911 omdisponerades orgeln av A Johansson. 1957 omdisponerades orgeln av Rolf Larsson, Uppsala och fick Qvinta 3', Octava 2' och mixtur III. 1957 flyttades orgeln från västläktaren till långhusets nordvästra hörn. |
| 1843      | Hagby kyrka                | Uppsala   |      | 1        | Bihängd      | 9         | Ja/Ja               | Tillsammans med Jonas Wengström. 1988 restaurerades orgeln av Åkerman & Lund Orgelbyggeri AB, Knivsta. |
| 1843      | Ununge kyrka               | Uppsala   |      | 1        | Bihängd      | 8         | Ja (delvis)/Nej     | Byggd tillsammans med Jonas Wengström. En ny orgel byggdes 1935 av John Vesterlund, Lövstabruk. 7 av stämmorna från 1843 års orgel ingår i orgeln byggd 1935. |
| 1844      | Boglösa kyrka              | Uppsala   |      | 1        | Självständig | 9         | Ja/Ja               | |
| 1844      | Österunda kyrka            | Uppsala   |      | 1        | Bihängd      | 8         | Ja/Ja               | 1962 renoverades och tillbyggdes orgeln av Gustaf Hagström Orgelverkstad AB, Härnösand. Orgeln fick då tre stämmor i pedalen: Subbas 16', Gedackt 8', Nachthorn 4'. Orgeln är eventuellt en ombyggnation av den tidigare orgeln byggd 1815 av Anders Svanström, Strängnäs. |
| 1845      | Tegelsmora kyrka           | Uppsala   |      |          |              | 7         | Nej/Nej             | 1908 byggdes en ny orgel av Johannes Magnusson, Göteborg. |
| 1846      | Torsvi kyrka               | Uppsala   |      | 1        | Bihängd      | 6         | Ja/Ja               | 1946 byggde Åkerman & Lunds Nya Orgelfabriks AB, Sundbybergs stad till en Subbas 16' i pedalen. |

### Ombyggnationer och renoveringar
| År         | Ursprunglig kyrka | Stift   | Bild | Manualer | Pedal   | Stämmor | Bevarad orgel/fasad | Övrigt |
| ---------- | ----------------- | ------- | ---- | -------- | ------- | ------- | ------------------- | --- |
| 1835       | Veckholms kyrka   | Uppsala |      |          |         |         |                     | Renovering. |
| 1839       | Torstuna kyrka    | Uppsala |      |          |         |         | Ja (delvis)/Ja      | 1737 byggde Olof Hedlund, Stockholm, en orgel med 10 stämmor. Orgeln omändrades 1776 av Nils Söderström, Husby, och 1839 av Gullbergson. En ny orgel byggdes 1939 av A Mårtenssons Orgelfabrik AB, Lund.                                              |
| 1840-talet | Hacksta kyrka     | Uppsala |      |          |         |         |                     | Ombyggnation. |
| 1840       | Altuna kyrka      | Uppsala |      |          |         |         | Ja (delvis)/Ja      | 1775 byggde Jonas Ekengren, Stockholm en orgel med 8 stämmor. När den medeltida kyrkans skulle rivas och orgeln skulle flyttas till den nya kyrkan byggde Gullbergson om orgeln. Han byggde även till saker på orgeln. Pedaltorn.                     |
| 1841       | Litslena kyrka    | Uppsala |      |          |         | 14      | Nej/Nej             | 1779 bygger Nils Söderström, Nora, en orgel med 14 stämmor. 1841 renoverades orgeln av Gullbergson. En ny orgel byggdes 1882 av E A Setterquist & Son, Örebro.                                                                                        |
| 1846       | Svinnegarns kyrka | Uppsala |      | 1        | Bihängd | 8       | Ja/Ja               | 1769 byggde Carl Wåhlström, Stockholm en orgel med 8 stämmor. 1846 bytte Gullbergson ut Scharff III mot Fugara 8'. 1957 restaurerades orgeln av Bröderna Moberg, Sandviken.                                                                           |
| 1849       | Härkeberga kyrka  | Uppsala |      |          |         |         | Ja/Ja               | Ombyggnation. |
| 1851       | Björklinge kyrka  | Uppsala |      | 1        | Bihängd | 8       | Ja/Ja               | 1742 byggde Olof Hedlund, Stockholm en orgel med 6 stämmor. 1779 sattes Trumpet 8' in i orgeln av Nils Söderström, Nora. 1851 satte Gullbergson in Fugara 8'. 1931 togs den bihängda pedalen bort av Åkerman & Lunds Nya Orgelfabriks AB, Sundbyberg. |
| 1851       | Tensta kyrka      | Uppsala |      |          |         |         | Ja/Ja               | Ombyggnation. Står nu på Musicum Uppsala. |

## Gesäller och medarbetare
- 1835–1839 - Carl Daniel Kihlman, född 1808 i Skedvi. Han var snickargesäll hos Gullbergson.
- 1836–1846 - Jonas Wengström. Han var orgelbyggare och kompanjon med Gullbergson.
- 1837–1840 - Lars Olof Segerberg, född 13 april 1816 i St. Lar. Han var snickargesäll hos Gullbergson.
- 1838–1843 - Carl Johan Leonard Sondell, född 1811 i Stockholm. Han var snickargesäll hos Gullbergson.
- 1841–1842 - Anders Hessling, född 17 juni 1817 i Sparrsätra. Han var snickargesäll hos Gullbergson.
- 1841–1843 - Johan Abraham Lindström, född 29 juni 1807 i Stockholm. Han var snickargesäll hos Gullbergson.
- 1843–1844 - Johan Gustaf Landig, född 9 januari 1818 i By. Han var snickargesäll hos Gullbergson.
- 1843–1844 - Lars Östlin.